# Jagdgeschwader 137
Das Jagdgeschwader 137 war ein Verband der Luftwaffe der Wehrmacht vor dem Zweiten Weltkrieg.

## Geschichte
Die I. Gruppe des Jagdgeschwaders 135 bildete sich am 20. April 1937 in Bernburg. (Lage) Am 15. April 1937 und am 1. Februar 1938 gab sie einzelne Staffeln an das Jagdgeschwader 135 und das Lehrgeschwader Greifswald ab, die aber wieder ersetzt wurden. Am 1. Juli 1938 erfolgte die Aufstellung der II. Gruppe in Zerbst. (Lage) Ein Geschwaderstab oder weitere Gruppen existierten nicht. Das Geschwader war anfangs mit der Arado Ar 68 und später mit der Messerschmitt Bf 109D ausgestattet.
Am 1. November 1938 firmierte die I.  und die II. Gruppe in die I. und II. Gruppe des Jagdgeschwaders 231 um. Damit hatte das Geschwader aufgehört zu bestehen.

## Gruppenkommandeure

### I. Gruppe
- Oberstleutnant Georg Weiner, 20. April 1937 bis 31. Januar 1938[5]
- Hauptmann Johannes Gentzen, 1. Februar 1938 bis 1. November 1938[6]

### II. Gruppe
Major Otto Heinrich von Houwald, 1. Juli 1938 bis 1. November 1938